# ويليام إف. ماي
ويليام إف. ماي (بالإنجليزية: William F. May)‏ هو شخصية أعمال ومهندس أمريكي، ولد في 25 أكتوبر 1915، وتوفي في 18 سبتمبر 2011.